# Denzel Dumfries
Denzel Dumfries, né le 18 avril 1996 à Rhoon aux Pays-Bas, est un footballeur international néerlandais d’origines arubaises et surinamiennes. Il évolue au poste d'arrière droit ou milieu droit à l'Inter Milan.

## Biographie

### Sparta Rotterdam
Dumfries quitte l'équipe amateur de Barendrecht pour le Sparta Rotterdam en 2014. Il fait ses débuts professionnels le 20 février 2015, contre le FC Emmen.
Avec le Sparta, Dumfries remporte la promotion en Eredivisie en 2016. Il gagne également le Eerste Divisie Talent of the Year Award la même année.

### SC Heerenveen
Le 25 juillet 2017, Denzel Dumfries est transféré du Sparta Rotterdam au SC Heerenveen. Il signe un contrat de quatre ans avec son nouveau club,. Il joue son premier match sous ses nouvelles couleurs le 13 août 2017, à l'occasion de la première journée de la saison 2017-2018 d'Eredivisie, face au FC Groningue. Il est titularisé et délivre deux passes décisives ce jour-là, mais les deux équipes se neutralisent sur le score de trois buts à trois.

### PSV Eindhoven
Il rejoint le PSV Eindhoven en juillet 2018 pour un montant de 5,5 millions d'euros, après avoir joué une seule saison au SC Heerenveen.
En 2018, il participe à la phase de groupe de la Ligue des champions avec le PSV (six matchs joués).
Lors de la saison 2019-2020, il inscrit sept buts en Eredivisie, alors même que la saison est écourtée à cause de la pandémie de Covid-19.

### Inter Milan
Le 14 août 2021, l'Inter Milan annonce la signature de l’international néerlandais pour les cinq prochaines saisons.
Il joue son premier match en Serie A le 21 août 2021, lors de la réception du Genoa CFC (victoire 4-0). Il inscrit son premier but dans ce championnat le 4 décembre 2021, sur la pelouse de l'AS Roma (victoire 0-3).
En 2021, il participe de nouveau à la phase de groupe de la Ligue des champions (cinq matchs joués).
Il remporte l'édition 2021-2022 de la coupe d'Italie, étant titulaire le 11 mai 2022 face à la Juventus de Turin. L'Inter s'impose par quatre buts à deux après prolongations.

### En sélection
Denzel devient international arubais en mars 2014, à l'occasion d'une double confrontation amicale contre Guam (2-0 / 2-2), il inscrit un but lors du second match.
En 2016, il opte pour les Pays-Bas en intégrant les moins de 20 ans et les espoirs néerlandais.
Le 13 octobre 2018, il reçoit sa première sélection en équipe des Pays-Bas, contre l'Allemagne. Ce match gagné 3-0 rentre dans le cadre de la Ligue des nations 2018-2019. Le 15 novembre 2020, il délivre ses deux premières passes décisives, contre la Bosnie. Ce match gagné 3-1 rentre dans le cadre de la Ligue des nations 2020-2021.
En juin 2021, il participe à la phase finale du championnat d'Europe 2020. Lors de cette compétition, il joue quatre matchs. Il se met en évidence lors de la phase de poule en inscrivant ses deux premiers buts avec les Pays-Bas, contre l'Ukraine et l'Autriche. Il délivre également une passe décisive contre cette dernière équipe. Les Néerlandais s'inclinent en huitième de finale face à la Tchéquie.
Le 11 novembre 2022, il est sélectionné par Louis van Gaal pour participer à la Coupe du monde 2022. Lors des huitièmes de finale de la Coupe du monde 2022, il est élu homme du match après avoir marqué et délivré deux passes décisives contre les États-Unis (victoire 3-1). 
Le 29 mai 2024, il figure dans la liste des 26 joueurs néerlandais retenus par Ronald Koeman pour participer à l'Euro 2024.

## Statistiques
| Saison                | Club                  | Championnat           | Championnat | Championnat | Championnat | Coupe(s) nationale(s) | Coupe(s) nationale(s) | Coupe(s) nationale(s) | Supercoupe | Supercoupe | Supercoupe | Compétition(s) continentale(s) | Compétition(s) continentale(s) | Compétition(s) continentale(s) | Compétition(s) continentale(s) | Play-offs | Play-offs | Play-offs | Coupe du monde des clubs | Coupe du monde des clubs | Coupe du monde des clubs | Total | Total | Total |
| Saison                | Club                  | Division              | M.          | B.          | P.d.        | M.                    | B.                    | P.d.                  | M.         | B.         | P.d.       | Comp.                          | M.                             | B.                             | P.d.                           | M.        | B.        | P.d.      | M.                       | B.                       | P.d.                     | M.    | B.    | P.d.  |
| 2014-2015             | Sparta Rotterdam      | Eerste divisie        | 3           | 0           | 0           | -                     | -                     | -                     | -          | -          | -          | -                              | -                              | -                              | -                              | -         | -         | -         | -                        | -                        | -                        | 3     | 0     | 0     |
| 2015-2016             | Sparta Rotterdam      | Eerste divisie        | 31          | 1           | 2           | 2                     | 0                     | 0                     | -          | -          | -          | -                              | -                              | -                              | -                              | -         | -         | -         | -                        | -                        | -                        | 33    | 1     | 2     |
| 2016-2017             | Sparta Rotterdam      | Eredivisie            | 31          | 1           | 2           | 5                     | 0                     | 1                     | -          | -          | -          | -                              | -                              | -                              | -                              | -         | -         | -         | -                        | -                        | -                        | 36    | 1     | 3     |
| Sous-total            | Sous-total            | Sous-total            | 65          | 2           | 4           | 7                     | 0                     | 1                     | -          | -          | -          | -                              | -                              | -                              | -                              | -         | -         | -         | -                        | -                        | -                        | 72    | 2     | 5     |
| 2017-2018             | SC Heerenveen         | Eredivisie            | 33          | 3           | 8           | 2                     | 0                     | 0                     | -          | -          | -          | -                              | -                              | -                              | -                              | 2         | 1         | 0         | -                        | -                        | -                        | 37    | 4     | 8     |
| 2018-2019             | PSV Eindhoven         | Eredivisie            | 34          | 4           | 7           | -                     | -                     | -                     | 1          | 0          | 0          | C1                             | 8                              | 0                              | 0                              | -         | -         | -         | -                        | -                        | -                        | 43    | 4     | 7     |
| 2019-2020             | PSV Eindhoven         | Eredivisie            | 25          | 7           | 3           | 2                     | 0                     | 0                     | 1          | 0          | 0          | C1+C3                          | 2+10                           | 0+1                            | 0+1                            | -         | -         | -         | -                        | -                        | -                        | 40    | 8     | 4     |
| 2020-2021             | PSV Eindhoven         | Eredivisie            | 30          | 2           | 7           | 3                     | 1                     | 0                     | -          | -          | -          | C3                             | 8                              | 1                              | 2                              | -         | -         | -         | -                        | -                        | -                        | 41    | 4     | 9     |
| Sous-total            | Sous-total            | Sous-total            | 89          | 13          | 16          | 5                     | 1                     | 0                     | 2          | 0          | 0          | -                              | 28                             | 2                              | 3                              | -         | -         | -         | -                        | -                        | -                        | 124   | 16    | 19    |
| 2021-2022             | Inter Milan           | Serie A               | 33          | 5           | 5           | 4                     | 0                     | 1                     | 1          | 0          | 0          | C1                             | 7                              | 0                              | 1                              | -         | -         | -         | -                        | -                        | -                        | 45    | 5     | 7     |
| 2022-2023             | Inter Milan           | Serie A               | 34          | 1           | 4           | 5                     | 0                     | 0                     | -          | -          | -          | C1                             | 12                             | 1                              | 0                              | -         | -         | -         | -                        | -                        | -                        | 51    | 2     | 4     |
| 2023-2024             | Inter Milan           | Serie A               | 31          | 4           | 5           | -                     | -                     | -                     | -          | -          | -          | C1                             | 5                              | 0                              | 1                              | -         | -         | -         | -                        | -                        | -                        | 36    | 4     | 6     |
| 2024-2025             | Inter Milan           | Serie A               | 29          | 7           | 2           | 2                     | 0                     | 0                     | 2          | 2          | 0          | C1                             | 12                             | 2                              | 3                              | -         | -         | -         | 2                        | 0                        | 0                        | 47    | 11    | 5     |
| Sous-total            | Sous-total            | Sous-total            | 127         | 18          | 16          | 11                    | 0                     | 1                     | 3          | 2          | 0          | -                              | 36                             | 3                              | 5                              | -         | -         | -         | 2                        | 0                        | 0                        | 179   | 23    | 22    |
| Total sur la carrière | Total sur la carrière | Total sur la carrière | 323         | 35          | 44          | 25                    | 1                     | 2                     | 5          | 2          | 0          | -                              | 64                             | 5                              | 6                              | 2         | 1         | 0         | 2                        | 0                        | 0                        | 421   | 44    | 52    |

## Palmarès
Sparta Rotterdam
- Vainqueur du championnat des Pays-Bas de deuxième division en 2016

 PSV Eindhoven
- Vice-champion des Pays-Bas en 2019 et 2021
- Finaliste de la Supercoupe des Pays-Bas en 2018 et 2019
- Vainqueur de la Supercoupe des Pays-Bas en 2021

 Inter Milan (6)
- Champion d'Italie en 2024
- Vice-champion d'Italie en 2022 et 2025
- Vainqueur de la Coupe d'Italie en 2022 et 2023.
- Vainqueur de la Supercoupe d'Italie en 2021, 2022 et 2023.
- Finaliste de la Supercoupe d'Italie en 2024
- Finaliste de la Ligue des champions en 2023 et 2025.